# هارولد روي فور
هارود روي فوبر (1900-1978)، اقتصادي إنجليزي. من مقالته " An Essay on Dynamique Theory ". اعتمد في إنجازه على أفكار النظرية العامة للعمل لـ كينز، وبعد الشهرة التي حازها تحليل هذا الأخير، تمّ ربط اسم هذا الأخير بالاقتصادي الأمريكي آفسي دومار (1914-)، ومن ثمة سمّيا نموذج هارود-دومار أو بنموذج كينز للنمو.
اشتهر أيضاً بكتابه المعروف بعنوان «الاقتصاد الدولي»، وهو كتاب مدرسي قياسي سابق، احتوى الإصدار الأول منه على بعض الملاحظات والتأملات رغبةً في أن تتضمن الطبعات اللاحقة تبنؤات بالنظريات التي طورها بشكل مستقل علماء لاحقون (مثل تأثير بالاسا-صامويلسون).

## وصلات خارجية
- The History of Economic Thought Website – Sir Roy F. Harrod, 1900–1978 على موقع واي باك مشين (نسخة محفوظة 29 April 2008)
- The Roy Harrod Page
- قالب:PM20